# Янвіллем ван де Ветерінг
Янвіллем ван де Ветерінг (нід. Janwillem van de Wetering, 12 березня 1931, Роттердам — 4 липня 2008 год, Сюррей, США) — нідерландський письменник переважно детективного жанру, автор книг про дзен-буддизм, а також комерсант, скульптор, мандрівник та поліцейський.
Писав нідерландською та англійською мовами.

## Біографія
Янвіллем Ван де Ветерінг народився 12 березня 1931 року в Роттердамі, де й провів дитячі роки. Після школи й навчання на комерсанта завдяки протекції батька поїхав у Кейптаун (Південно-Африканська Республіка), де часто бував у мистецьких колах, перебував в нетривалому шлюбі, набув досвід у вживанні алкоголю й наркотиків й врешті втратив своє місце роботи. Після смерті батька мав психічні проблеми й перебивався випадковими заробітками. Згодом переїхав до Лондона, де вступив до Лондонського університетського коледжу на філософське відділення.
1958 року після розмови з професором, який порадив йому відмовитися від університетського навчання й здобути досвід в монастирі, виїхав до Японії, де провів 18 місяців в одному з дзен-буддійських монастирів. Свій буддійський досвід описав у книзі «Порожнє дзеркало» та інших книжках.
Після Японії працював у Колумбії та Перу, де одружився з 17-річною Хуанітою. Потім якийсь час жив у Брисбені (Австралія), поки не успадкував у Амстердамі текстильну фабрику, куди й переїхав на проживання. Оскільки в Нідерландах ван де Ветерінг не відбув військової повинності, його направили на роботу в поліцію, де він залишився на службі 9 років й піднявся до посади інспектора.
1975 року оселився в США, в містечку Сюррей, штат Мен. Ван де Ветерінг був відомий не лише як письменник, але і як художник та, особливо, скульптор.
Помер 4 липня 2008 від раку.

## Творчість
Ветерінг відомий насамперед своїми книгами в жанрі детективу. Використовуючи власний досвід роботи в поліції Амстердама, він написав серію романів та оповідань, головними героями якої стали двоє поліцейських з Амстердама Грейпстра та де Гір. У його детективах багато описів та міських замальовок Амстердама. Книги про Грейпстру і де Гіра ван де Ветерінг написав у США. Там же він створив цикл дитячих книг про дикобраза на ім'я Х'ю Пайн.
Крім детективів та оповідань для дітей, ван де Ветерінг також писав документальну прозу, використовуючи свій великий особистий досвід. Зокрема, письменник провів півтора року в одному з буддійських монастирів Кіото (Японія), після чого написав книгу «Порожнє дзеркало». Також ван де Ветерінг написав 4 радіоп'єси.
Нерідко ван де Ветерінг писав свої твори спочатку нідерландською, а згодом переписував їх англійською. Тому часто дві версії того самого твору суттєво різняться.

### Вибрані твори
Книги про Грейпстру і де Гіра
- Outsider in Amsterdam, 1975
- Tumbleweed, 1976
- The Corpse on the Dike, 1976
- Death of a Hawker, 1977
- The Japanese Corpse, 1977
- The Blond Baboon, 1978
- The Maine Massacre, 1979
- The Mind-Murders, 1981
- The Streetbird, 1983
- The Rattle-Rat, 1985
- Hard Rain, 1986
- Just A Corpse at Twilight, 1994
- The Hollow-Eyed Angel, 1996
- The Perfidious Parrot, 1997
- The Amsterdam Cops: Collected Stories, 1999 (антологія)
  - передрук в антології The Sergeant's Cat and Other Stories

Книжки для дітей
- Little Owl, 1978
- Hugh Pine, 1980
- Hugh Pine and the Good Place, 1981
- Hugh Pine and Something Else, 1983

Документальна проза
- «Порожнє дзеркало» (The Empty Mirror: Experiences in a Japanese Zen Monastery, 1971)
- A Glimpse of Nothingness: Experiences in an American Zen Community, 1975
- Robert Van Gulik: His Life, His Work, 1988
- Afterzen: Experiences of a Zen Student out on His Ear, 1999

Статті та історії, не включені до книг
- Astral Bodies and Tantric Sex. The New York Times, January 10, 1988. (review of a two-volume biography of Alexandra David-Néel)
- The Way Life Should Be — Maine: coastline on a clean, cold sea. The Nation, September 1, 2003.

Переклади
- Alexandra David-Néel and Lama Yongden: The Power of Nothingness. Boston: Houghton Mifflin, 1982 (French to English, with an introduction by the translator)
- Ван де Ветерінг переклав багато книг з англійської на нідерландський і дві книги — з французької на нідерландську.

Твори нідерландською, не перекладені на англійську
- De doosjesvuller en andere vondsten (The boxfiller and other findings) , 1984 (Есе нідерландською)
- Waar zijn we aan begonnen? (What have we started?) , 1985 (essays in Dutch on the stages of life with the psychologist Hans van Rappard)
- Eugen Eule und der Fall des verschwundenen Flohs, 2001 (Книга для дітей на німецькому)
- Die entartete Seezunge, 2004 (під враженням від бомбардуванням Роттердама під час Другої світової війни та терактами 11 вересня) (Роман німецькою мовою, вийшов нідерландською у вигляді статті)

### Фільмографія
кінопостановки
- Grijpstra and de Gier (Нідерланди, 1979), за романомOutsider in Amsterdam, сценарій Віма Верстаппена
- Der blonde Affe (Німеччина, 1985), за романом The Blond Baboon
- Rattlerat (Нідерланди, 1987), сценарій Віма Верстаппена

Телебачення
- 2004 року нідерландське ТБ показало телесеріал, заснований на книгах про Грейпстре і де Гірі
- CBS екранізувала роман про дикобразів Х'ю Пайне.

## Нагороди
- Французька премія в галузі детективної літератури (фр. Grand prix de littérature policière; 1984).